# Palazzo Capponi-Vettori
Palazzo Capponi-Vettori, o di Ludovico Capponi, è un edificio storico del centro di Firenze, situato sul lungarno Guicciardini 1 con affaccio anche su via Santo Spirito 4. Il palazzo appare nell'elenco redatto nel 1901 dalla Direzione Generale delle Antichità e Belle Arti, quale edificio monumentale da considerare patrimonio artistico nazionale.

## Storia

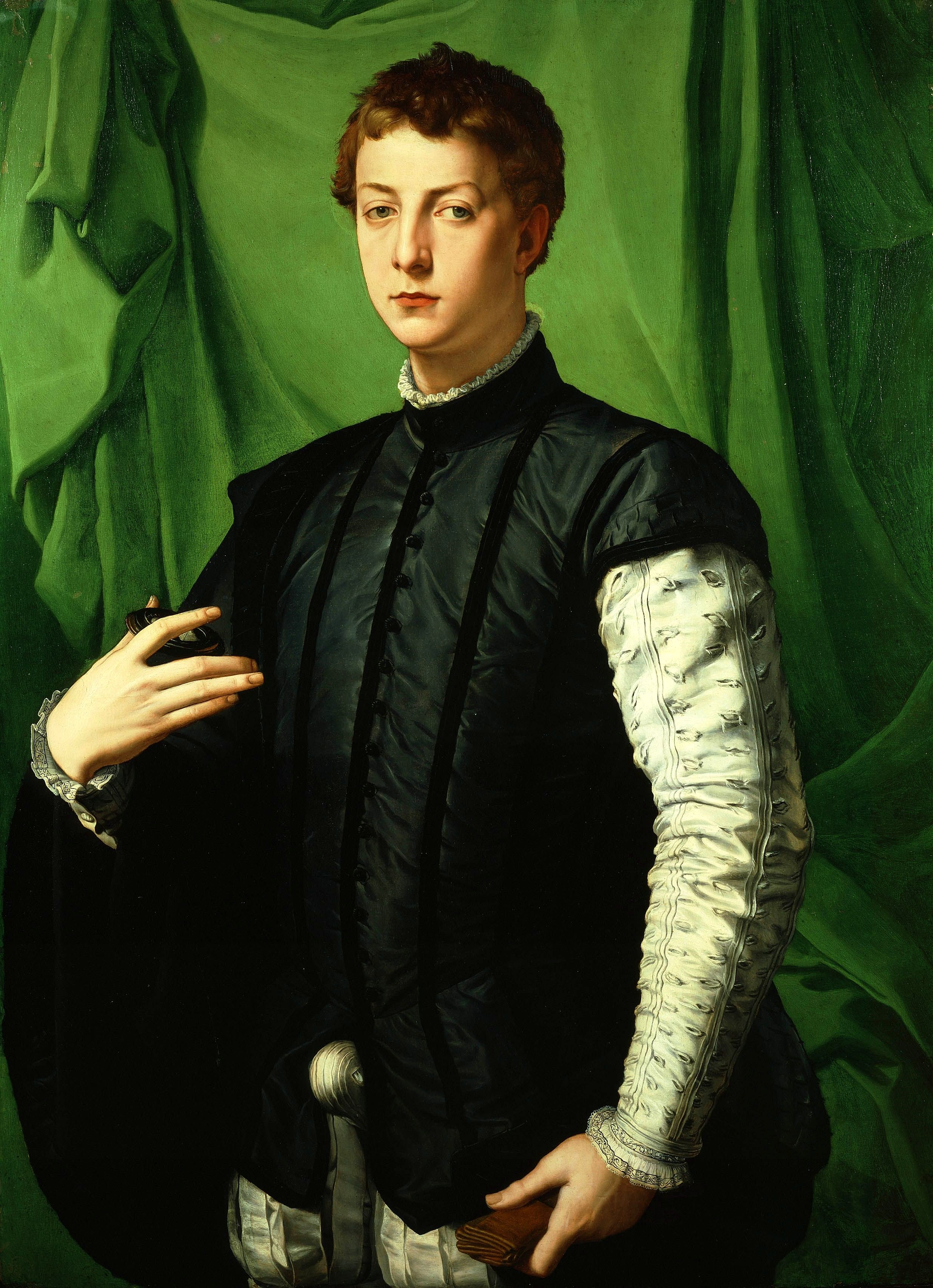
Agnolo Bronzino, Ritratto di Lodovico Capponi, Frick Collection, New York

In questo luogo esistevano probabilmente già nel Trecento case di proprietà dei Capponi volte verso i fondacci di Santo Spirito. 

### Dal Cinque al Settecento
Nel Cinquecento le proprietà erano passate ai Vettori, il cui rapporto di parentela con i primi era stato rafforzato con il matrimonio, peraltro contrastato, celebrato nel 1557 tra Maddalena Vettori e Ludovico Capponi. Quest'ultimo, sempre sul lato di via Santo Spirito, eresse in memoria dell'unione una nuova facciata (1559), promuovendo anche negli interni importanti lavori, tra i quali la realizzazione di un grande salone con un maestoso camino e interamente affrescato con scene relative ai fatti memorabili della storia della famiglia, in buona parte eseguite da Bernardino Poccetti e comunque realizzate sotto la sua direzione tra il 1583 e il 1590. Dello stesso Bernardino Poccetti erano i graffiti che arricchivano il cortile del palazzo. 

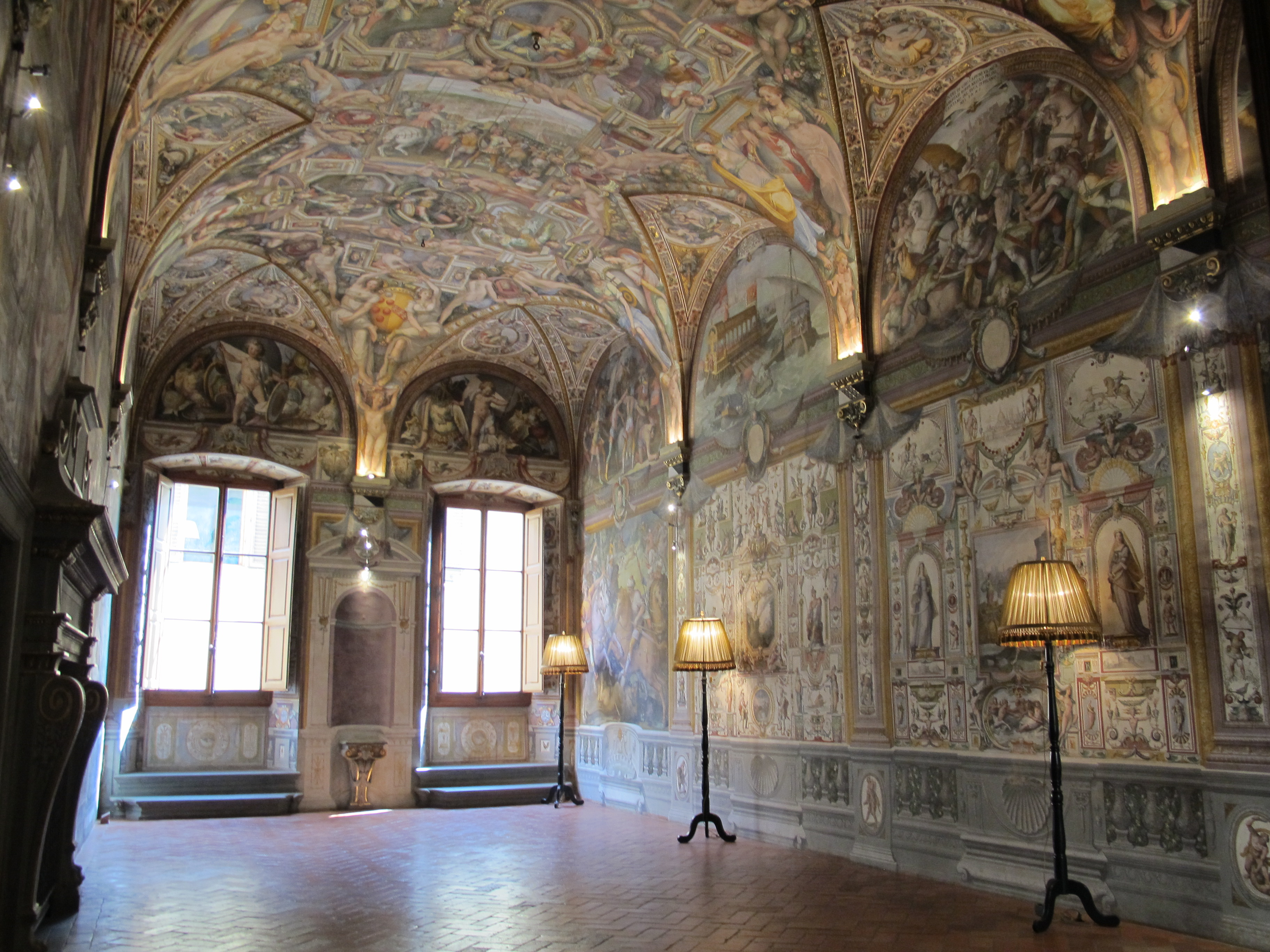
Il salone

Fu d'altra parte questo il periodo di maggiore splendore del palazzo, anche grazie alle ulteriori pitture che erano andate ad arricchire i suoi ambienti, eseguite dagli artisti prediletti dai Capponi (Jacopo da Pontormo, Bronzino, Girolamo Macchietti e altri), e all'intervento di ulteriori maestranze di altissimo livello (Leonardo Ginori Lisci segnala due tavoli realizzati dall'intarsiatore Marco del Tasso). Questo già magnifico palazzo fu oggetto di ampliamenti, databili alla fine del Cinquecento (presumibilmente attorno al 1598 in occasione del matrimonio tra Bernardino Capponi e Elisabetta Salviati) e nella seconda metà del Seicento, negli anni di Vincenzo Capponi. 
Sul finire del XVII secolo passò per via ereditaria ai Riccardi, quando fu di nuovo ristrutturato, assumendo l'aspetto documentato da una stampa settecentesca di Giuseppe Zocchi.
Nel 1764 risulta affittato al Nunzio di Sua Santità monsignore Manciforte, nel 1775 vi alloggiò il marchese di Barbontan, ministro plenipotenziario di S. M. Cristianissima.

### Dall'Ottocento

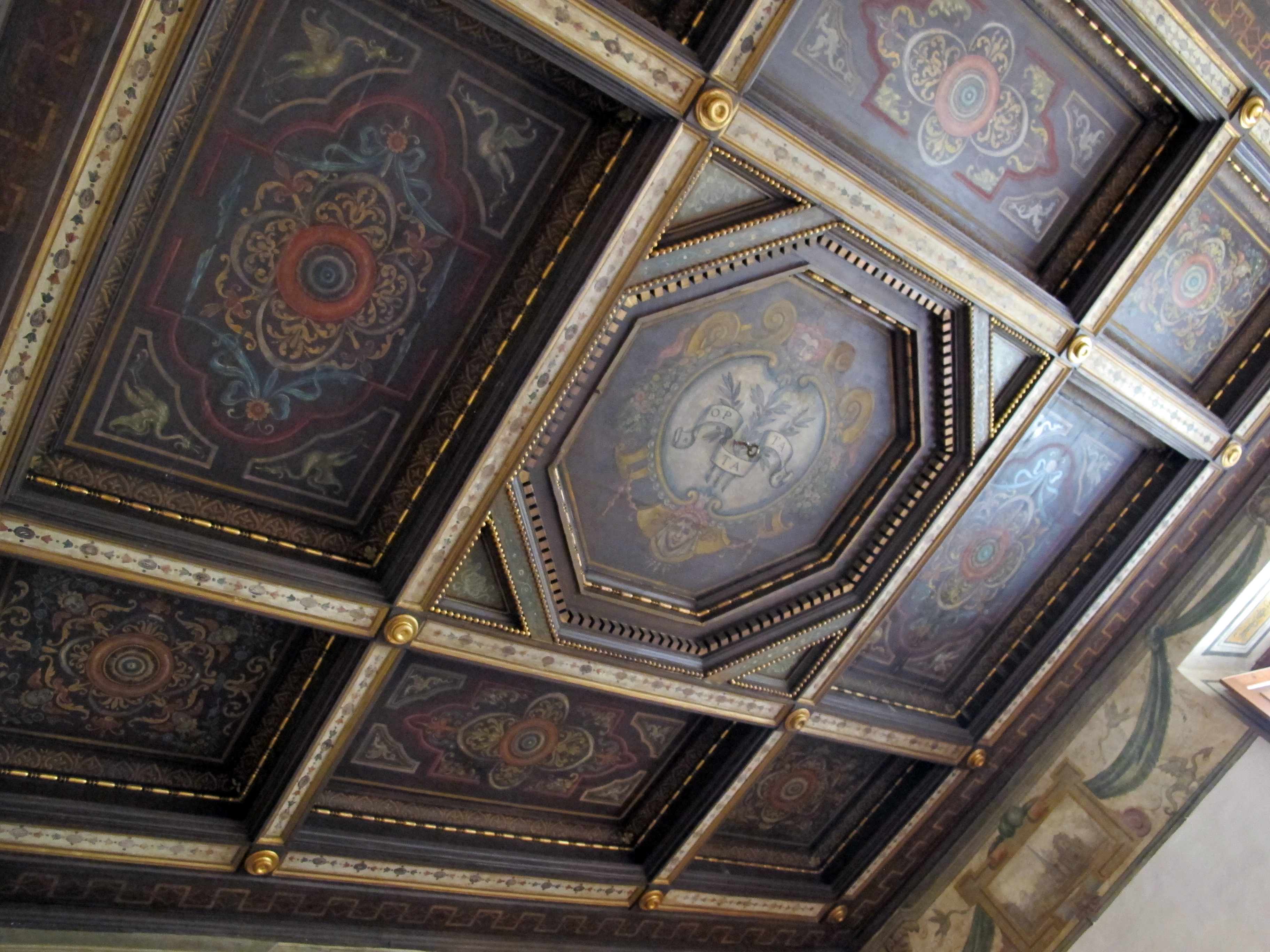
Soffitto con l'emblema ""

Con le sfortune economiche incorse ai Riccardi ai primi dell'Ottocento, il palazzo passò a un certo Forlin (1803) e, nel 1809, fu acquistato da Bartolomeo Cenami di Lucca, grande scudiero della granduchessa Elisa di Toscana. 
Possesso nel 1828 di Giovanni di Gaetano Bonaccorsi, dopo altri passaggi di proprietà (negli anni di Federico Fantozzi è indicato come palazzo Calamini dicendolo usato come "Uffizio delle Diligenze Toscane") e la sua trasformazione in lussuoso Hotel (Albergo delle Quattro Nazioni già sul lungarno Corsini, Hotel Royal de la Toscane, Hotel des Isles Britanniques), il palazzo passò ai conti Mannucci. È difficile determinare la data esatta del raddoppio della facciata sul lungarno, ma una dura critica che il Carocci fece in proposito ci fa supporre che il completamento stesso ebbe luogo poco prima del 1880, quando si passò da 4 a 8 assi, fu costruito un secondo balcone simile al primo, e fu tinto tutto l'intonaco con un colore rosso mattone, che a Firenze non si era mai visto. In nota, tuttavia, due vedute già conservate nel Museo di Firenze com'era anticiperebbero i lavori al 1844 e al 1864. Nella guida di Federico Fantozzi del 1842, d'altra parte, l'ingresso a quello che era allora l'Hotel Royal de la Toscane è indicata proprio dal lato del Lungarno. 
Nel 1938, dopo ulteriori passaggi di proprietà (Garneri indica per i suoi anni le proprietà Dewitt, Leonetti e Parenti), il palazzo fu acquistato dai conti Bulgarini d'Elci di Siena. Al tempo di Ginori una parte del palazzo, compreso il salone del Poccetti, era affittato al Collegio degli Ingegneri di Firenze.

## Descrizione

### Facciata sul lungarno

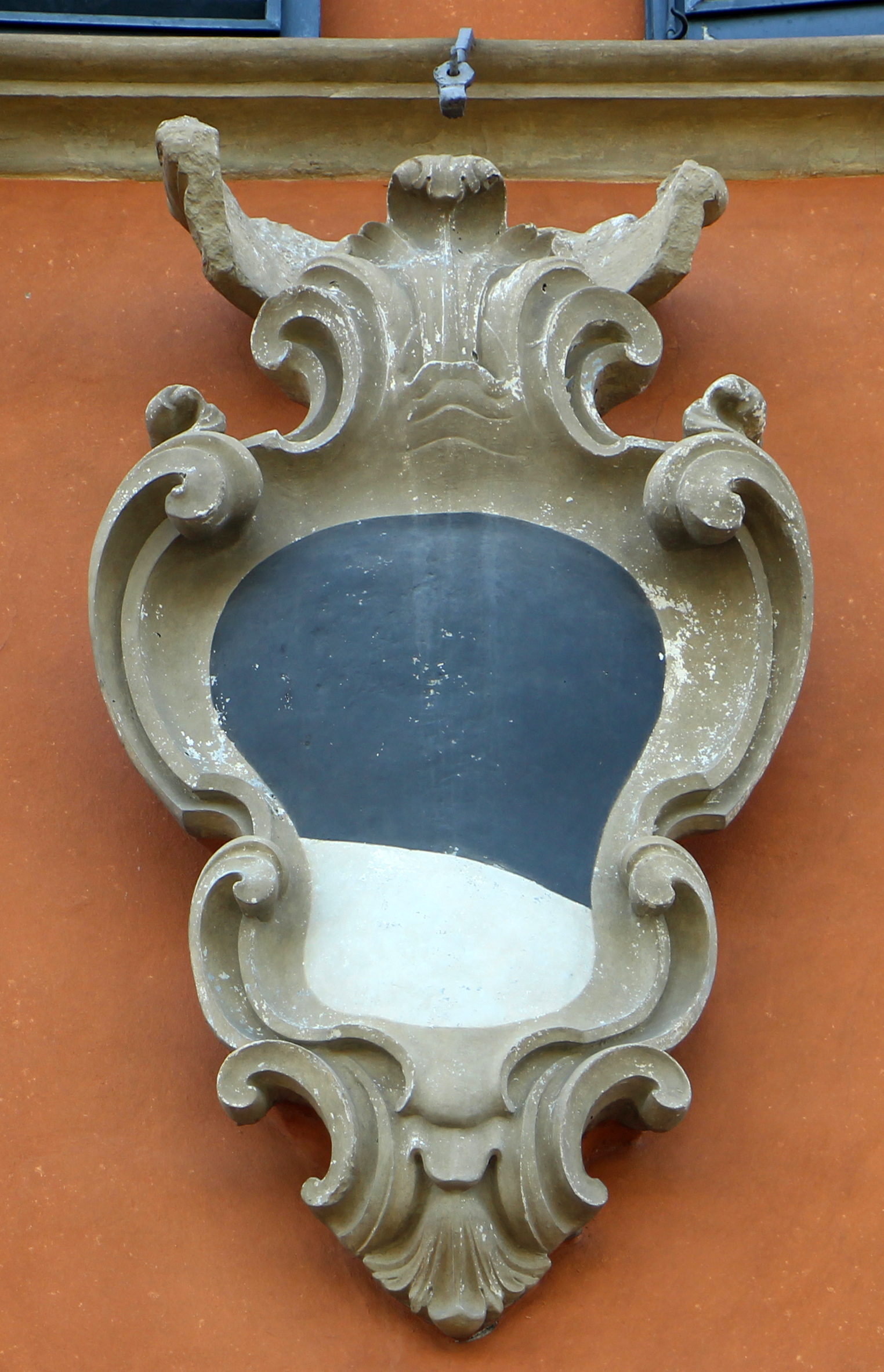
Stemma Capponi sul lungarno

Per quanto riguarda l'affaccio sul lungarno, questo è già documentato da una incisione dello Zocchi (quando la proprietà era ormai passata  ai  Riccardi) che ce lo mostra con i canonici tre piani organizzati su quattro assi, con portone sormontato da una balcone, sviluppato verso via de' Coverelli tramite una bassa costruzione. Dopo il raddoppio ottocentesco si presenta ancora con una tinteggiatura color rosso mattone, con portale sfasato a sinistra, otto assi su due piani di finestre centinate incorniciate da bugne in pietra e due balconi simmetrici. A secondo piano è un grande scudo con l'arme dei Capponi (trinciato di nero e d'argento). 

### Facciata su via Santo Spirito

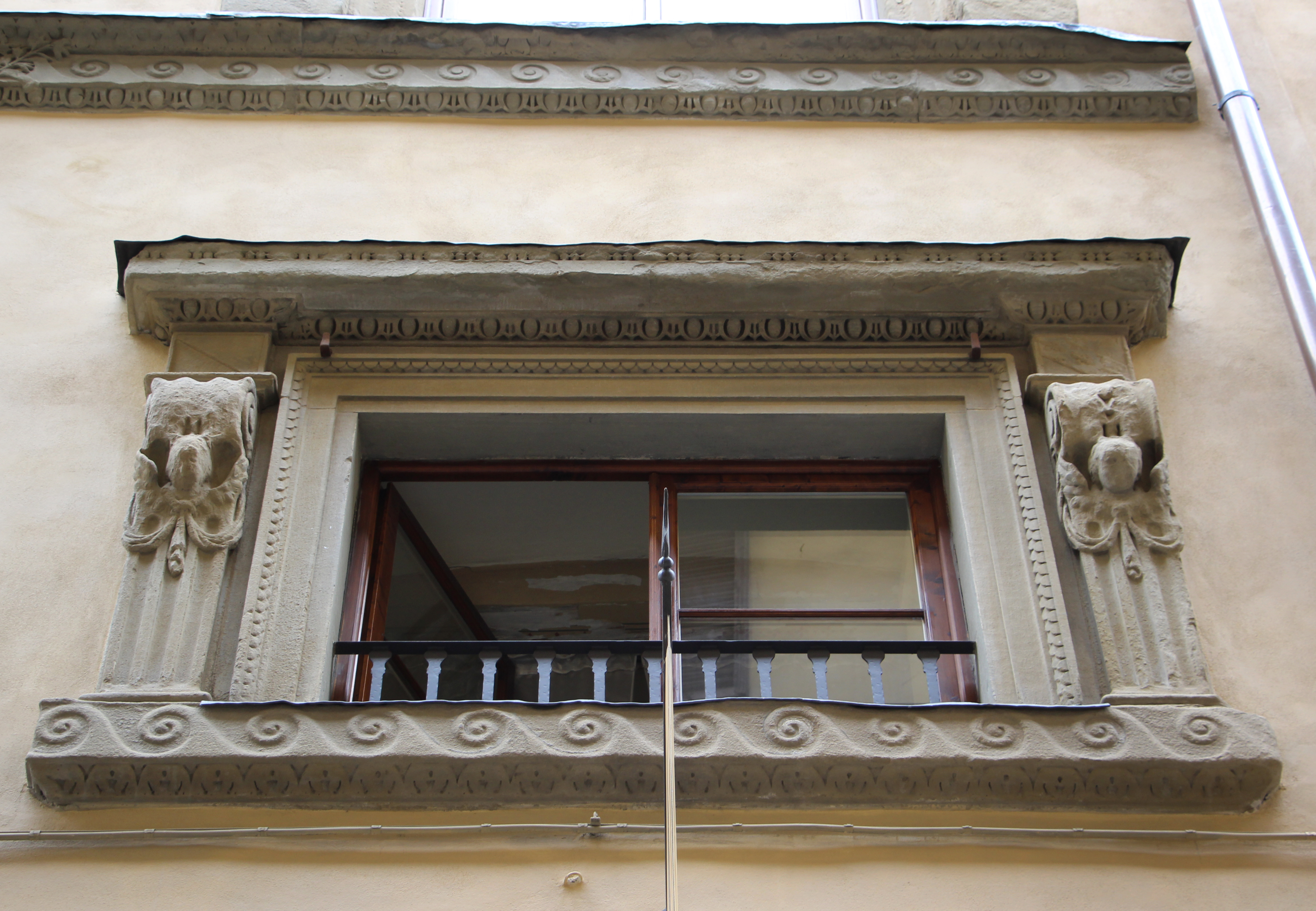
Finestra su via Santo Spirito

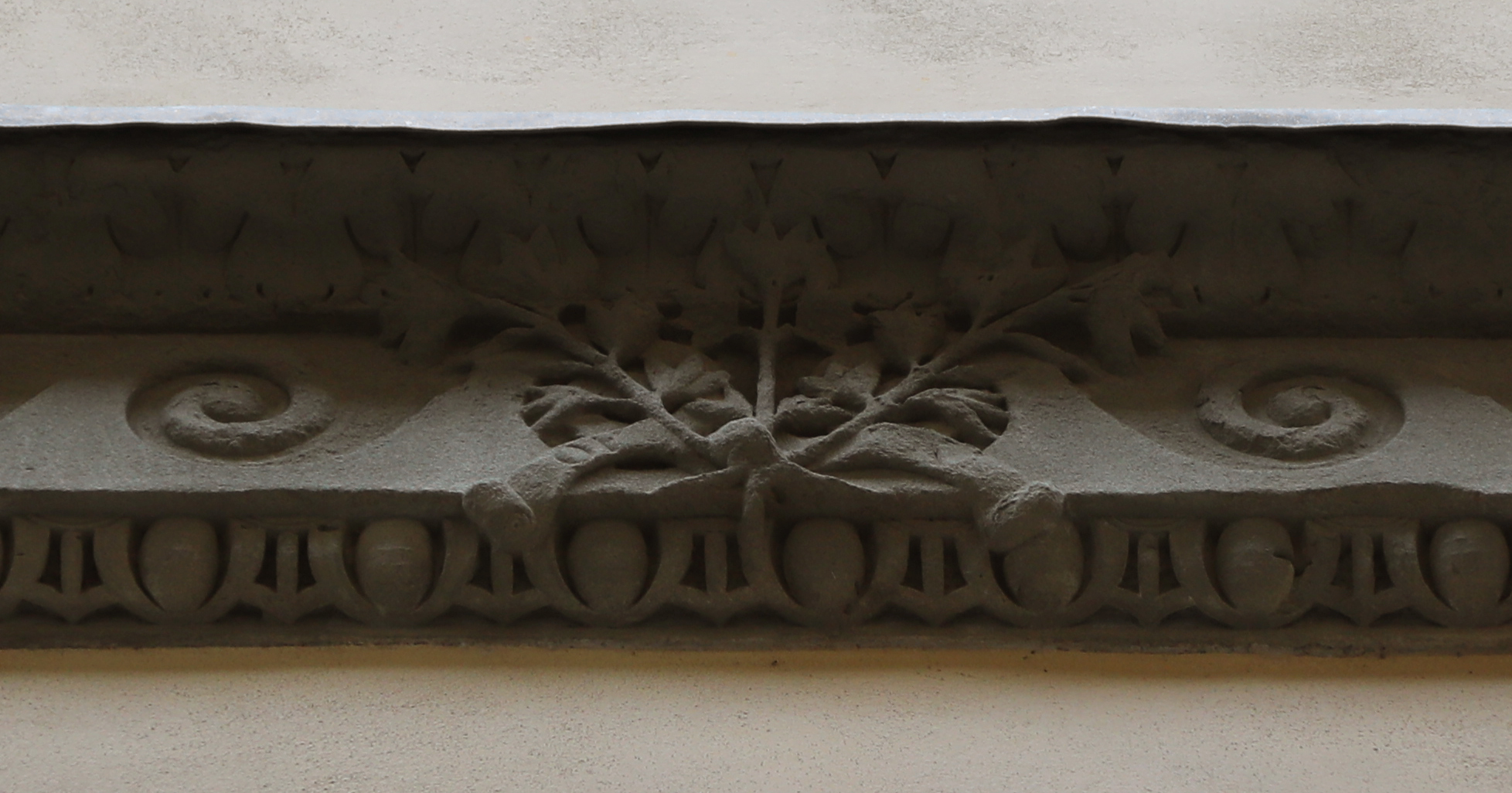
I rametti col motto «»

Per quanto riguarda l'affaccio su via Santo Spirito (attribuito tradizionalmente ora a Bartolomeo Ammannati ora a Bernardo Buontalenti, in questo secondo caso anche per i rapporti avuti da Ludovico Capponi con l'architetto), è notevole la raffinatezza del disegno, la ricchezza dell'ornamentazione e la qualità esecutiva dei suoi dettagli. Come già sottolineato nelle note che accompagnano le tavole realizzate da Mazzanti e Del Lungo nel 1876, "il materiale di pietraforte [in realtà pietra bigia, sic] impiegato per la costruzione ha concorso efficacemente al buon risultato dell'opera, marcando con netti contorni gl'intagli che sono di squisito e diligente lavoro. Le cornici di non troppo rilievo, le modanature non esagerate e gli ornamenti di vibrato effetto, riescono adattissimi alla località eccessivamente angusta e quindi non molto illuminata". Annota ancora Ginori Lisci: "La minuscola facciata su due assi è un autentico piccolo capolavoro, e costituisce un esempio quasi unico in Firenze per i suoi dettagli molto elaborati e per la finezza delle esecuzioni. Le due finestre a tabernacolo al primo piano hanno una proporzione perfetta, e le altre due del mezzanino sono anch'esse modellate con un raro equilibrio di proprietà stilistica. Tutte queste aperture sono ornate con gli stemmi degli sposi, con i rami d'ulivo emblema della pace coniugale acquistata a caro prezzo, e con il motto dettato dallo stesso Ludovico Capponi che ricorda la sua conquista della donna tanto desiderata, ossia 'OPTATA'". 
Stando alle indicazioni fornite dagli stessi Mazzanti e Del Lungo la facciata dovrebbe essere stata sottoposta a un restauro negli anni settanta dell'Ottocento, che avrebbe peraltro snaturato il carattere della tettoia, originariamente di forte aggetto, secondo la tradizione fiorentina, e progressivamente tagliata per accrescere la luce negli ambienti interni. Attualmente, pur mantenendo quell'armonia nel disegno d'insieme e quella ricchezza di ornamenti della quale si è detto, molti degli elementi in pietra presentano le superfici erose, con evidente perdita di quei dettagli tanto decantati. Sugli architravi delle finestre del piano nobile ricorre la scritta "Ludovicus Caponius". Al centro della cornice marcadavanzale delle stesse è uno dei mazzetti di rami di ulivo già richiamati (ma forse più simili a foglie di quercia, simbolo di eternità), legati con un nastro sul quale permangono tracce dell'iscrizione "Optata".

### Interno

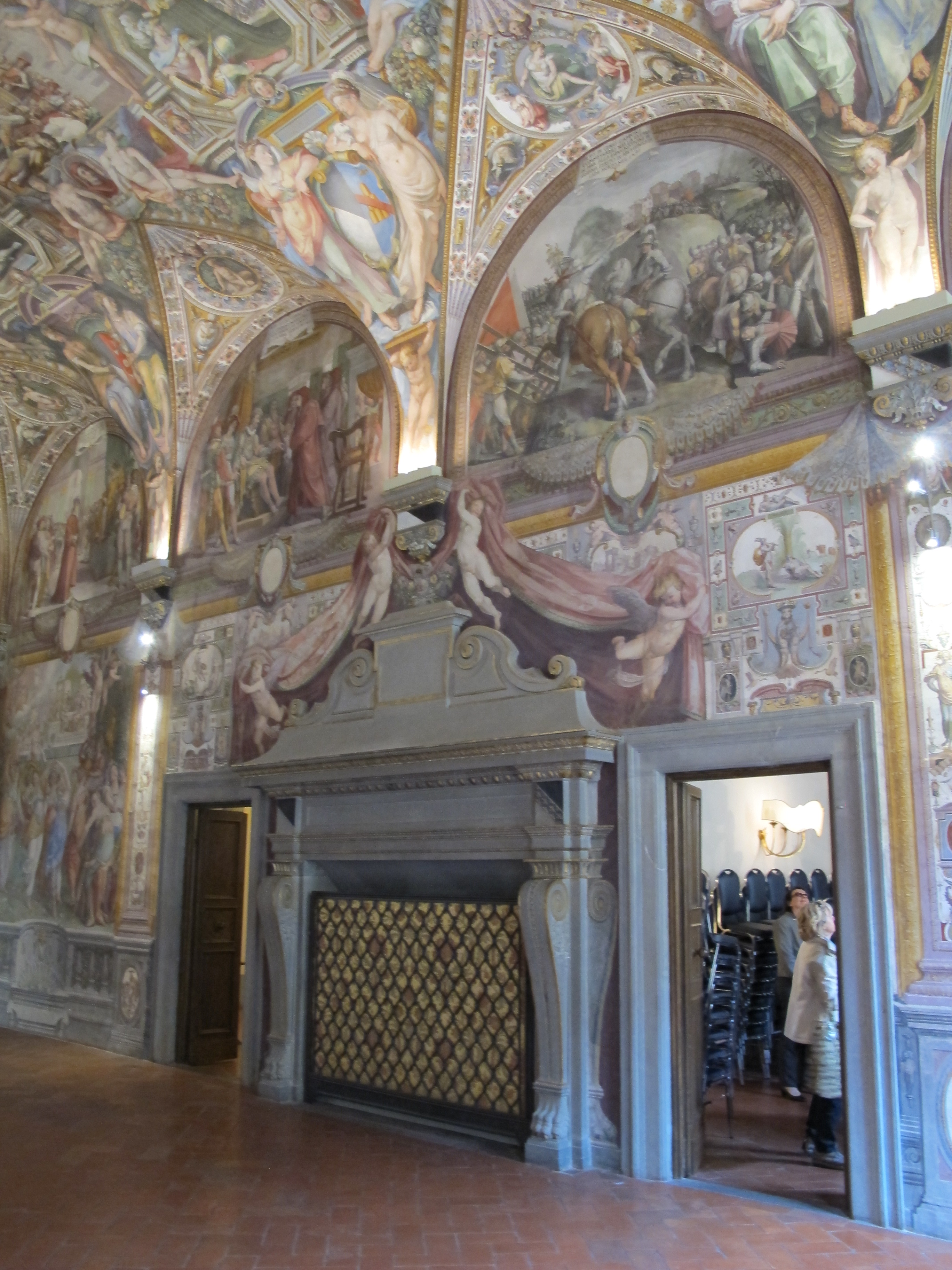
Il camino nel salone

Il palazzo possiede un piccolo cortile su cui sporge un camminamento al piano nobile. È decorato da uno stemma Capponi e da un portale con cornice mistilinea e unoi stemma Capponi-Salviati. 
All'interno esiste ancora il maestroso salone affrescato dal Poccetti e dai suoi assistenti, con Storie di Piero, Nicola e Neri Capponi, Allegorie degli Elementi, Motivi araldici e grottesche (1583-1590). Della fama di tale sala rende ampiamente conto Francesco Bocchi nella prima edizione della sua guida, dove ben sei pagine sono dedicate alla descrizione degli affreschi.  Qui si trova anche il pregevole camino scolpito in pietra con lumeggiature dorate, eseguito nel 1563 da "maestro Lexandro di Corbignano scarpellino".
In un'altra sala, databile alla fine XVI secolo, si trova un soffitto con emblemi araldici (in cui ricorre il motivo dei rametti d'olivo e il motto Optata) e un fregio affrescato con Scene galanti e vedute paesistiche.
Sulla volta dello scalone una settecentesca Allegoria della Toscana.

## Bibliografia

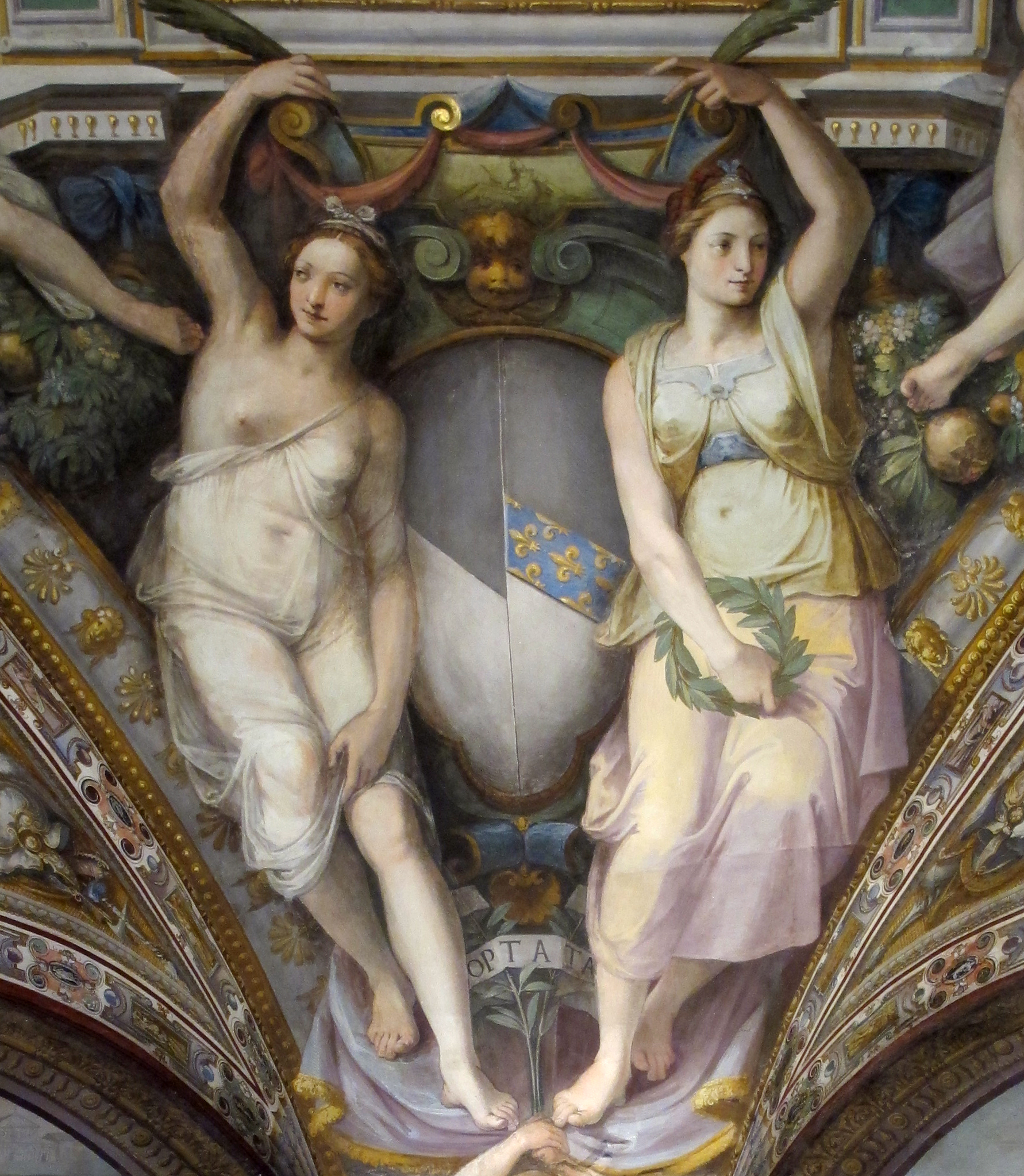
Stemma Capponi-Vettori, affrescato da Poccetti nel salone

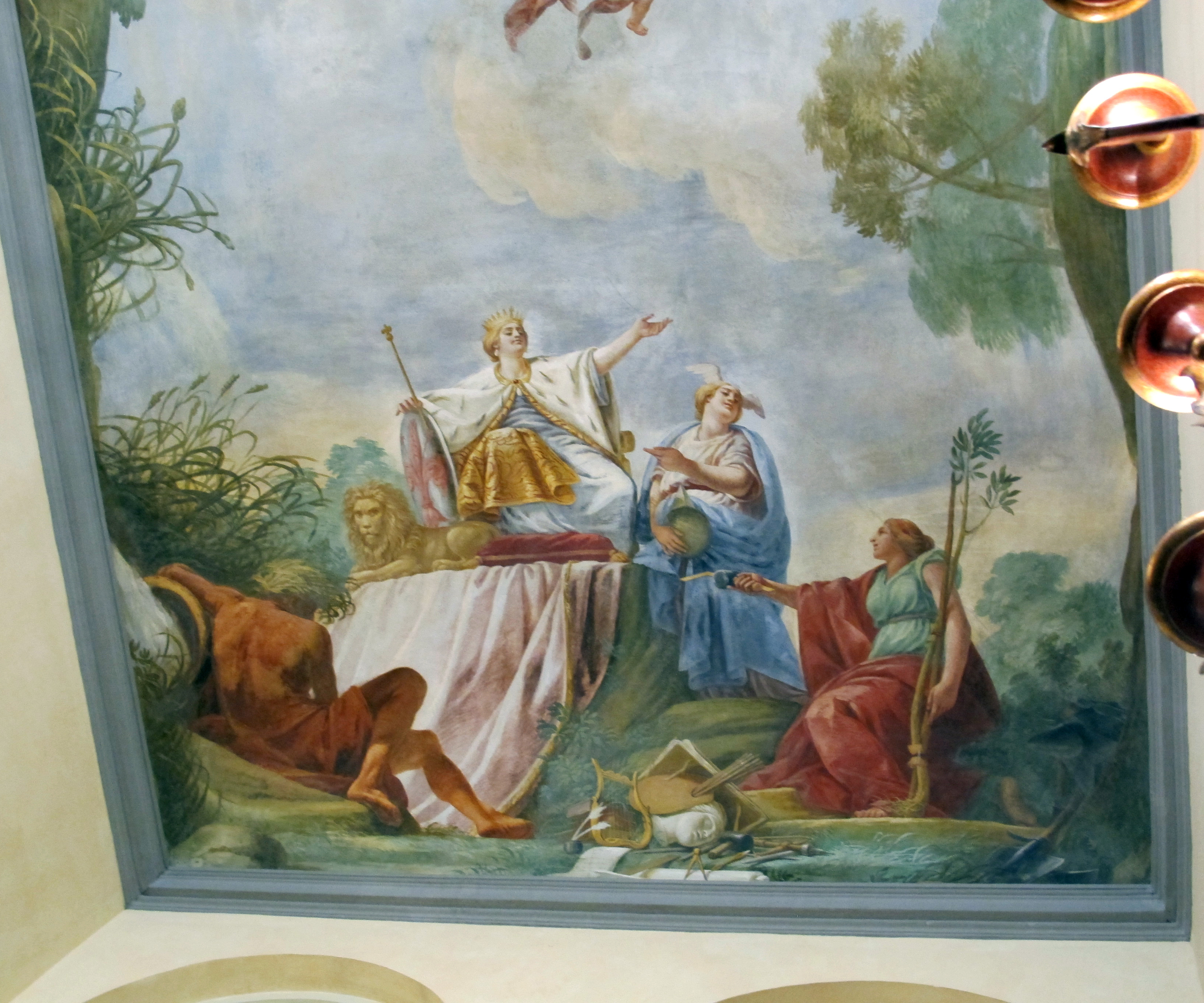
Allegoria dell Toscana, sulla volta dello scalone